# Homolyse
En chimie, une homolyse, rupture homolytique ou clivage homolytique est la rupture d'une liaison covalente en deux fragments ; chacun retenant l'un des deux électrons du doublet d'électrons liants, pour former deux radicaux. On l'obtient en utilisant de la lumière (photolyse, notée « hν »), des peroxydes ou la chaleur (thermolyse).

La formation de radicaux se fait de façon préférentielle dans des solvants non polaires, les solvants polaires favorisant généralement la formation d'ions. L'homolyse est utilisée pour la génération de radicaux, ceux-ci permettant d'amorcer des réactions radicalaires comme :
- en chimie des polymères ;
- pour l'halogénation radicalaire des alcanes ;
- l'alkylation d'une chaîne latérale dans les composés aromatiques alkylés ;
- l'halogénation en position allylique des alcènes.

La réaction inverse de l'homolyse (formation d'une liaison covalente à partir de deux radicaux) est la colligation.

## Exemple
Cl2 → 2 Cl•